# Zimmeriana azumai
Zimmeriana azumai är en kräftdjursart som beskrevs av Gamo 1986. Zimmeriana azumai ingår i släktet Zimmeriana och familjen Gynodiastylidae. Inga underarter finns listade i Catalogue of Life.